# تاتسو اومیا
تاتسو اومیا (انگلیسی: Tatsuo Umemiya; ۱۱ مارس ۱۹۳۸ – ۱۲ دسامبر ۲۰۱۹) بازیگر، ''tarento''، اهالی کسب‌وکار اهل ژاپن بود.